# Каризалес (Порторико)
Каризалес (шп. Carrizales) град је у америчкој острвској територији Порторико, острвској држави Кариба.

## Демографија
По попису из 2010. године број становника је 2.738, што је 182 (7,1%) становника више него 2000. године.
| Група             | 2000.         | 2010.         |
| Белци             | 30 (1,2%)     | 23 (0,8%)     |
| Афроамериканци    | 61 (2,4%)     | 132 (4,8%)    |
| Азијати           | 3 (0,1%)      | 3 (0,1%)      |
| Хиспаноамериканци | 2.521 (98,6%) | 2.713 (99,1%) |
| Укупно            | 2.556         | 2.738         |